# Кафтанзоглио
«Кафтанзоглио» (греч. Εθνικό Καυτανζόγλειο Στάδιο) — многофункциональный стадион в городе Салоники (Греция). Является домашней ареной футбольного клуба «Ираклис». Построен на пожертвования Фонда Лисандроса Кафтанзоглу и назван в его честь. На момент открытия считался одним из самых качественных на Балканах. В настоящее время вмещает 27 770 сидячих мест благодаря капитальному ремонту перед Олимпийскими играми 2004. До 1982 года являлся крупнейшим стадионом Греции.

## История
Строительство стадиона началось в 1956 году на пожертвования Фонда Кафтанзоглу. Основатель фонда Лисимах Кафтанзоглу был выдающимся дипломатом и юристом из старинной семьи в Салониках. Его отец Лисандрос Кафтанзоглу считается одним из величайших греческих архитекторов. Он спроектировал десятки сооружений, наиболее известными из которых являются здание Афинского национального технического университета и Арсакион. Дед Иоаннис Кафтанзоглу был членом и финансистом общества Филики Этерия. Гордость Лисимаха своим дедом побудила его оставить свою собственность для установки памятника в Салониках, чтобы почтить память тех, кто боролся и отдал свою жизнь за свободу Греции.
Торжественное открытие стадиона состоялось 27 октября 1960 года премьер-министром Константиносом Караманлисом в присутствии королевской семьи и группы министров. Впоследствии арена принимала различные международные соревнования, в частности легкоатлетические.
Первый официальный матч состоялся 6 ноября 1960 года в рамках чемпионата Греции, когда «Ираклис» одержал победу над «Термаикосом» со счётом 2:1.
15 октября 1969 года был установлен рекорд посещаемости — 47 458 зрителей. В матче квалификации чемпионата мира 1970, в котором Греция одержала победу над Швейцарией со счётом 4:1. Это был первый официальный матч, показанный по греческому телевидению.
До 1982 года стадион являлся крупнейшим в стране, имея вместимость 45 000 мест. В 2000 году проведён небольшой ремонт, в результате чего были установлены пластиковые сиденья, а трибуны уменьшились до 28 200 мест. В 2002—2004 годах стадион был закрыт на реконструкцию в рамках подготовки к Летним Олимпийским играм 2004. В 2008 году здесь во второй раз состоялся финал Кубка Греции по футболу (первый раз — в 1970).

## Международные соревнования
- Летние Олимпийские игры 2004
- Средиземноморские игры 1991
- Финал Кубка обладателей кубков УЕФА 1973
- Всемирный легкоатлетический финал 2009
- Финал B Кубка Европы по лёгкой атлетике 2006